# Familia March
La familia March es una de las familias españolas más poderosas. Su origen fue el éxito empresarial del mallorquín Juan March Ordinas durante la primera mitad del siglo XX.
|                    |                    |                      |                      |                      |                      | Juan March Estelrich | Juan March Estelrich | Juan March Estelrich     | Juan March Estelrich     | Juan March Estelrich     | Juan March Estelrich     |                          |                          |                    |                    |                   |                   | Maciana Ordinas Pastor  | Maciana Ordinas Pastor  | Maciana Ordinas Pastor  | Maciana Ordinas Pastor  | Maciana Ordinas Pastor  | Maciana Ordinas Pastor  |                         |                         |                                                     |                                                     |                                                     |                                                     |                                                     |                                                     |                                    |                                    |                                    |                                    |                                    |                                    |                       |                       |                       |                       |                       |                       |                      |                      |  |  |                      |                      |                      |                      |                      |                      |  |  |  |  |  |  |  |  |  |  |  |  |  |  |  |  |  |  |  |  |  |  |  |  |
|                    |                    |                      |                      |                      |                      | Juan March Estelrich | Juan March Estelrich | Juan March Estelrich     | Juan March Estelrich     | Juan March Estelrich     | Juan March Estelrich     |                          |                          |                    |                    |                   |                   | Maciana Ordinas Pastor  | Maciana Ordinas Pastor  | Maciana Ordinas Pastor  | Maciana Ordinas Pastor  | Maciana Ordinas Pastor  | Maciana Ordinas Pastor  |                         |                         |                                                     |                                                     |                                                     |                                                     |                                                     |                                                     |                                    |                                    |                                    |                                    |                                    |                                    |                       |                       |                       |                       |                       |                       |                      |                      |  |  |                      |                      |                      |                      |                      |                      |  |  |  |  |  |  |  |  |  |  |  |  |  |  |  |  |  |  |  |  |  |  |  |  |
|                    |                    |                      |                      |                      |                      |                      |                      |                          |                          |                          |                          |                          |                          |                    |                    |                   |                   |                         |                         |                         |                         |                         |                         |                         |                         |                                                     |                                                     |                                                     |                                                     |                                                     |                                                     |                                    |                                    |                                    |                                    |                                    |                                    |                       |                       |                       |                       |                       |                       |                      |                      |  |  |                      |                      |                      |                      |                      |                      |  |  |  |  |  |  |  |  |  |  |  |  |  |  |  |  |  |  |  |  |  |  |  |  |
|                    |                    |                      |                      |                      |                      |                      |                      |                          |                          |                          |                          |                          |                          |                    |                    |                   |                   |                         |                         |                         |                         |                         |                         |                         |                         |                                                     |                                                     |                                                     |                                                     |                                                     |                                                     |                                    |                                    |                                    |                                    |                                    |                                    |                       |                       |                       |                       |                       |                       |                      |                      |  |  |                      |                      |                      |                      |                      |                      |  |  |  |  |  |  |  |  |  |  |  |  |  |  |  |  |  |  |  |  |  |  |  |  |
|                    |                    |                      |                      |                      |                      | Juan March Ordinas   | Juan March Ordinas   | Juan March Ordinas       | Juan March Ordinas       | Juan March Ordinas       | Juan March Ordinas       |                          |                          |                    |                    |                   |                   | Leonora Servera Melis   | Leonora Servera Melis   | Leonora Servera Melis   | Leonora Servera Melis   | Leonora Servera Melis   | Leonora Servera Melis   |                         |                         | Rosa March Ordinas                                  | Rosa March Ordinas                                  | Rosa March Ordinas                                  | Rosa March Ordinas                                  | Rosa March Ordinas                                  | Rosa March Ordinas                                  |                                    |                                    |                                    |                                    |                                    |                                    |                       |                       |                       |                       |                       |                       |                      |                      |  |  |                      |                      |                      |                      |                      |                      |  |  |  |  |  |  |  |  |  |  |  |  |  |  |  |  |  |  |  |  |  |  |  |  |
|                    |                    |                      |                      |                      |                      | Juan March Ordinas   | Juan March Ordinas   | Juan March Ordinas       | Juan March Ordinas       | Juan March Ordinas       | Juan March Ordinas       |                          |                          |                    |                    |                   |                   | Leonora Servera Melis   | Leonora Servera Melis   | Leonora Servera Melis   | Leonora Servera Melis   | Leonora Servera Melis   | Leonora Servera Melis   |                         |                         | Rosa March Ordinas                                  | Rosa March Ordinas                                  | Rosa March Ordinas                                  | Rosa March Ordinas                                  | Rosa March Ordinas                                  | Rosa March Ordinas                                  |                                    |                                    |                                    |                                    |                                    |                                    |                       |                       |                       |                       |                       |                       |                      |                      |  |  |                      |                      |                      |                      |                      |                      |  |  |  |  |  |  |  |  |  |  |  |  |  |  |  |  |  |  |  |  |  |  |  |  |
|                    |                    |                      |                      |                      |                      |                      |                      |                          |                          |                          |                          |                          |                          |                    |                    |                   |                   |                         |                         |                         |                         |                         |                         |                         |                         |                                                     |                                                     |                                                     |                                                     |                                                     |                                                     |                                    |                                    |                                    |                                    |                                    |                                    |                       |                       |                       |                       |                       |                       |                      |                      |  |  |                      |                      |                      |                      |                      |                      |  |  |  |  |  |  |  |  |  |  |  |  |  |  |  |  |  |  |  |  |  |  |  |  |
|                    |                    |                      |                      |                      |                      |                      |                      |                          |                          |                          |                          |                          |                          |                    |                    |                   |                   |                         |                         |                         |                         |                         |                         |                         |                         |                                                     |                                                     |                                                     |                                                     |                                                     |                                                     |                                    |                                    |                                    |                                    |                                    |                                    |                       |                       |                       |                       |                       |                       |                      |                      |  |  |                      |                      |                      |                      |                      |                      |  |  |  |  |  |  |  |  |  |  |  |  |  |  |  |  |  |  |  |  |  |  |  |  |
|                    |                    | Carmen Delgado Roses | Carmen Delgado Roses | Carmen Delgado Roses | Carmen Delgado Roses | Carmen Delgado Roses | Carmen Delgado Roses |                          |                          | Juan March Servera       | Juan March Servera       | Juan March Servera       | Juan March Servera       | Juan March Servera | Juan March Servera |                   |                   | Bartolomé March Servera | Bartolomé March Servera | Bartolomé March Servera | Bartolomé March Servera | Bartolomé March Servera | Bartolomé March Servera |                         |                         | María de los Desamparados Cencillo y González Campo | María de los Desamparados Cencillo y González Campo | María de los Desamparados Cencillo y González Campo | María de los Desamparados Cencillo y González Campo | María de los Desamparados Cencillo y González Campo | María de los Desamparados Cencillo y González Campo |                                    |                                    |                                    |                                    |                                    |                                    |                       |                       |                       |                       |                       |                       |                      |                      |  |  |                      |                      |                      |                      |                      |                      |  |  |  |  |  |  |  |  |  |  |  |  |  |  |  |  |  |  |  |  |  |  |  |  |
|                    |                    | Carmen Delgado Roses | Carmen Delgado Roses | Carmen Delgado Roses | Carmen Delgado Roses | Carmen Delgado Roses | Carmen Delgado Roses |                          |                          | Juan March Servera       | Juan March Servera       | Juan March Servera       | Juan March Servera       | Juan March Servera | Juan March Servera |                   |                   | Bartolomé March Servera | Bartolomé March Servera | Bartolomé March Servera | Bartolomé March Servera | Bartolomé March Servera | Bartolomé March Servera |                         |                         | María de los Desamparados Cencillo y González Campo | María de los Desamparados Cencillo y González Campo | María de los Desamparados Cencillo y González Campo | María de los Desamparados Cencillo y González Campo | María de los Desamparados Cencillo y González Campo | María de los Desamparados Cencillo y González Campo |                                    |                                    |                                    |                                    |                                    |                                    |                       |                       |                       |                       |                       |                       |                      |                      |  |  |                      |                      |                      |                      |                      |                      |  |  |  |  |  |  |  |  |  |  |  |  |  |  |  |  |  |  |  |  |  |  |  |  |
|                    |                    |                      |                      |                      |                      |                      |                      |                          |                          |                          |                          |                          |                          |                    |                    |                   |                   |                         |                         |                         |                         |                         |                         |                         |                         |                                                     |                                                     |                                                     |                                                     |                                                     |                                                     |                                    |                                    |                                    |                                    |                                    |                                    |                       |                       |                       |                       |                       |                       |                      |                      |  |  |                      |                      |                      |                      |                      |                      |  |  |  |  |  |  |  |  |  |  |  |  |  |  |  |  |  |  |  |  |  |  |  |  |
|                    |                    |                      |                      |                      |                      |                      |                      |                          |                          |                          |                          |                          |                          |                    |                    |                   |                   |                         |                         |                         |                         |                         |                         |                         |                         |                                                     |                                                     |                                                     |                                                     |                                                     |                                                     |                                    |                                    |                                    |                                    |                                    |                                    |                       |                       |                       |                       |                       |                       |                      |                      |  |  |                      |                      |                      |                      |                      |                      |  |  |  |  |  |  |  |  |  |  |  |  |  |  |  |  |  |  |  |  |  |  |  |  |
|                    |                    |                      |                      |                      |                      |                      |                      |                          |                          |                          |                          |                          |                          |                    |                    |                   |                   |                         |                         | Juan March Cencillo     | Juan March Cencillo     | Juan March Cencillo     | Juan March Cencillo     | Juan March Cencillo     | Juan March Cencillo     | Leonor March Cencillo                               | Leonor March Cencillo                               | Leonor March Cencillo                               | Leonor March Cencillo                               | Leonor March Cencillo                               | Leonor March Cencillo                               | Marita March Cencillo              | Marita March Cencillo              | Marita March Cencillo              | Marita March Cencillo              | Marita March Cencillo              | Marita March Cencillo              | Manuel March Cencillo | Manuel March Cencillo | Manuel March Cencillo | Manuel March Cencillo | Manuel March Cencillo | Manuel March Cencillo |                      |                      |  |  |                      |                      |                      |                      |                      |                      |  |  |  |  |  |  |  |  |  |  |  |  |  |  |  |  |  |  |  |  |  |  |  |  |
|                    |                    |                      |                      |                      |                      |                      |                      |                          |                          |                          |                          |                          |                          |                    |                    |                   |                   |                         |                         | Juan March Cencillo     | Juan March Cencillo     | Juan March Cencillo     | Juan March Cencillo     | Juan March Cencillo     | Juan March Cencillo     | Leonor March Cencillo                               | Leonor March Cencillo                               | Leonor March Cencillo                               | Leonor March Cencillo                               | Leonor March Cencillo                               | Leonor March Cencillo                               | Marita March Cencillo              | Marita March Cencillo              | Marita March Cencillo              | Marita March Cencillo              | Marita March Cencillo              | Marita March Cencillo              | Manuel March Cencillo | Manuel March Cencillo | Manuel March Cencillo | Manuel March Cencillo | Manuel March Cencillo | Manuel March Cencillo |                      |                      |  |  |                      |                      |                      |                      |                      |                      |  |  |  |  |  |  |  |  |  |  |  |  |  |  |  |  |  |  |  |  |  |  |  |  |
|                    |                    |                      |                      |                      |                      |                      |                      |                          |                          |                          |                          |                          |                          |                    |                    |                   |                   |                         |                         |                         |                         |                         |                         |                         |                         |                                                     |                                                     |                                                     |                                                     |                                                     |                                                     |                                    |                                    |                                    |                                    |                                    |                                    |                       |                       |                       |                       |                       |                       |                      |                      |  |  |                      |                      |                      |                      |                      |                      |  |  |  |  |  |  |  |  |  |  |  |  |  |  |  |  |  |  |  |  |  |  |  |  |
| Juan March Delgado | Juan March Delgado | Juan March Delgado   | Juan March Delgado   | Juan March Delgado   | Juan March Delgado   |                      |                      | María Antonia Juan Garau | María Antonia Juan Garau | María Antonia Juan Garau | María Antonia Juan Garau | María Antonia Juan Garau | María Antonia Juan Garau |                    |                    |                   |                   |                         |                         |                         |                         |                         |                         | Carlos March Delgado    | Carlos March Delgado    | Carlos March Delgado                                | Carlos March Delgado                                | Carlos March Delgado                                | Carlos March Delgado                                |                                                     |                                                     | Concepción de la Lastra Ramos-Paúl | Concepción de la Lastra Ramos-Paúl | Concepción de la Lastra Ramos-Paúl | Concepción de la Lastra Ramos-Paúl | Concepción de la Lastra Ramos-Paúl | Concepción de la Lastra Ramos-Paúl |                       |                       | Gloria March Delgado  | Gloria March Delgado  | Gloria March Delgado  | Gloria March Delgado  | Gloria March Delgado | Gloria March Delgado |  |  | Leonor March Delgado | Leonor March Delgado | Leonor March Delgado | Leonor March Delgado | Leonor March Delgado | Leonor March Delgado |  |  |  |  |  |  |  |  |  |  |  |  |  |  |  |  |  |  |  |  |  |  |  |  |
| Juan March Delgado | Juan March Delgado | Juan March Delgado   | Juan March Delgado   | Juan March Delgado   | Juan March Delgado   |                      |                      | María Antonia Juan Garau | María Antonia Juan Garau | María Antonia Juan Garau | María Antonia Juan Garau | María Antonia Juan Garau | María Antonia Juan Garau |                    |                    |                   |                   |                         |                         |                         |                         |                         |                         | Carlos March Delgado    | Carlos March Delgado    | Carlos March Delgado                                | Carlos March Delgado                                | Carlos March Delgado                                | Carlos March Delgado                                |                                                     |                                                     | Concepción de la Lastra Ramos-Paúl | Concepción de la Lastra Ramos-Paúl | Concepción de la Lastra Ramos-Paúl | Concepción de la Lastra Ramos-Paúl | Concepción de la Lastra Ramos-Paúl | Concepción de la Lastra Ramos-Paúl |                       |                       | Gloria March Delgado  | Gloria March Delgado  | Gloria March Delgado  | Gloria March Delgado  | Gloria March Delgado | Gloria March Delgado |  |  | Leonor March Delgado | Leonor March Delgado | Leonor March Delgado | Leonor March Delgado | Leonor March Delgado | Leonor March Delgado |  |  |  |  |  |  |  |  |  |  |  |  |  |  |  |  |  |  |  |  |  |  |  |  |
|                    |                    |                      |                      |                      |                      |                      |                      |                          |                          |                          |                          |                          |                          |                    |                    |                   |                   |                         |                         |                         |                         |                         |                         |                         |                         |                                                     |                                                     |                                                     |                                                     |                                                     |                                                     |                                    |                                    |                                    |                                    |                                    |                                    |                       |                       |                       |                       |                       |                       |                      |                      |  |  |                      |                      |                      |                      |                      |                      |  |  |  |  |  |  |  |  |  |  |  |  |  |  |  |  |  |  |  |  |  |  |  |  |
|                    |                    |                      |                      |                      |                      |                      |                      |                          |                          |                          |                          |                          |                          |                    |                    |                   |                   |                         |                         |                         |                         |                         |                         |                         |                         |                                                     |                                                     |                                                     |                                                     |                                                     |                                                     |                                    |                                    |                                    |                                    |                                    |                                    |                       |                       |                       |                       |                       |                       |                      |                      |  |  |                      |                      |                      |                      |                      |                      |  |  |  |  |  |  |  |  |  |  |  |  |  |  |  |  |  |  |  |  |  |  |  |  |
|                    |                    | María March Juan     | María March Juan     | María March Juan     | María March Juan     | María March Juan     | María March Juan     | Leonor March Juan        | Leonor March Juan        | Leonor March Juan        | Leonor March Juan        | Leonor March Juan        | Leonor March Juan        | Carmen March Juan  | Carmen March Juan  | Carmen March Juan | Carmen March Juan | Carmen March Juan       | Carmen March Juan       |                         |                         |                         |                         | Juan March de la Lastra | Juan March de la Lastra | Juan March de la Lastra                             | Juan March de la Lastra                             | Juan March de la Lastra                             | Juan March de la Lastra                             | Maria March de la Lastra                            | Maria March de la Lastra                            | Maria March de la Lastra           | Maria March de la Lastra           | Maria March de la Lastra           | Maria March de la Lastra           | Juan Sebastián March               | Juan Sebastián March               | Juan Sebastián March  | Juan Sebastián March  | Juan Sebastián March  | Juan Sebastián March  |                       |                       |                      |                      |  |  |                      |                      |                      |                      |                      |                      |  |  |  |  |  |  |  |  |  |  |  |  |  |  |  |  |  |  |  |  |  |  |  |  |

## Patrimonio familiar
Sus participaciones empresariales se agrupan en torno a la compañía Corporación Financiera Alba, valorada en más de 2.200 millones de euros. Su brazo financiero es Banca March. Poseen también numerosas fincas y palacetes, principalmente en la isla de Mallorca.
Su relevancia económica y éxito empresarial quedan patentes en operaciones como la primera puja por 500 millones de euros de Torre Espacio, teniendo como rival al fondo de inversión Pontegadea de Amancio Ortega.

## Controversias
En 2022, Manuel March Cencillo estuvo involucrado junto a su pareja, Juan José Jara y su socio Juan Esquer, en la venta doble de la propiedad de Son Galcerán ubicada en Valdemosa (Mallorca, España) a 2 fondos de inversión distintos. Los 3 fueron demandados por esta situación. En abril de 2024, un juez los declaró culpables y los condenó a pagar 3 millones de euros al comprador inicial.